# Jean Chastanié
Jean Chastanié, a volte riportato come Jacques Chastanié (Lorient, 24 luglio 1875 – Parigi, 14 aprile 1948), è stato un siepista e mezzofondista francese, vincitore di due medaglie olimpiche (un argento ed un bronzo) ai Giochi di Parigi 1900.

## Biografia
Partecipò ai Giochi olimpici di Parigi 1900, gareggiando nelle gare dei 2500 metri siepi, 4000 metri siepi e dei 5000 metri a squadre. Vinse la medaglia d'argento nella prova a squadre, la medaglia di bronzo nei 2500 metri siepi e ottenne il quarto posto nella gara dei 4000 metri siepi.
A livello nazionale, Chastanié si distinse anche nei 400 metri piani, 800 metri piani, 1500 metri piani e nel salto in lungo.

## Palmarès
| Anno | Manifestazione  | Sede   | Evento            | Risultato | Prestazione | Note |
| ---- | --------------- | ------ | ----------------- | --------- | ----------- | ---- |
| 1900 | Giochi olimpici | Parigi | 2 500 siepi       | Bronzo    | 7'42"0      |      |
| 1900 | Giochi olimpici | Parigi | 4 000 siepi       | 4º        | n/d         |      |
| 1900 | Giochi olimpici | Parigi | 5 000 m a squadre | Argento   | 29 p.       |      |